# Trevor Zegras
Trevor Zegras, född 20 mars 2001, är en amerikansk professionell ishockeyforward som spelar för Philadelphia Flyers i National Hockey League (NHL).
Han har tidigare spelat på lägre nivåer för San Diego Gulls i AHL, Boston University Terriers i National Collegiate Athletic Association (NCAA) och Team USA i United States Hockey League (USHL).
Zegras draftades av Anaheim Ducks i första rundan i 2019 års draft som nionde spelare totalt.

## Statistik
| 2016–2017   | Avon Old Farms Winged Beavers |             | 28  | 18 | 24 | 42  | —   | — | — | — | — | — |
| 2017–2018   | Team USA                      | USHL        | 31  | 11 | 21 | 32  | 32  | 8 | 1 | 5 | 6 | 2 |
|             | U.S. National U17 Team        |             | 56  | 20 | 39 | 59  | 42  | — | — | — | — | — |
| 2018–2019   | Team USA                      | USHL        | 27  | 14 | 26 | 40  | 34  | — | — | — | — | — |
|             | U.S. National U18 Team        |             | 60  | 26 | 61 | 87  | 94  | — | — | — | — | — |
| 2019–2020   | Boston University Terriers    | NCAA        | 33  | 11 | 25 | 36  | 43  | — | — | — | — | — |
| 2020–2021   | Anaheim Ducks                 | NHL         | 24  | 3  | 10 | 13  | 12  | — | — | — | — | — |
|             | San Diego Gulls               | AHL         | 17  | 10 | 11 | 21  | 12  | 3 | 1 | 2 | 3 | 0 |
| 2021–2022   | Anaheim Ducks                 | NHL         | 75  | 23 | 38 | 61  | 50  | — | — | — | — | — |
| 2022–2023   | Anaheim Ducks                 | NHL         | 81  | 23 | 42 | 65  | 88  | — | — | — | — | — |
| NHL totalt  | NHL totalt                    | NHL totalt  | 180 | 49 | 90 | 139 | 150 | — | — | — | — | — |
| USHL totalt | USHL totalt                   | USHL totalt | 58  | 25 | 47 | 72  | 66  | 8 | 1 | 5 | 8 | 2 |

### Internationellt
| Källa: Uppdaterad: 2021-02-23 | Källa: Uppdaterad: 2021-02-23 | Källa: Uppdaterad: 2021-02-23 |         | Utv = Utvisningsminuter | Utv = Utvisningsminuter | Utv = Utvisningsminuter | Utv = Utvisningsminuter | Utv = Utvisningsminuter |
| År                            | Lag                           | Mästerskap                    | Matcher | Mål                     | Assists                 | Poäng                   | Utv                     |                         |
| ----------------------------- | ----------------------------- | ----------------------------- | ------- | ----------------------- | ----------------------- | ----------------------- | ----------------------- | ----------------------- |
| 2019                          | USA                           | U18-VM                        | 5       | 0                       | 9                       | 9                       | 2                       |                         |
| 2020                          | USA                           | JVM                           | 5       | 0                       | 9                       | 9                       | 4                       |                         |
| 2021                          | USA                           | JVM                           | 7       | 7                       | 11                      | 18                      | 0                       |                         |
| Junior totalt                 | Junior totalt                 | Junior totalt                 | 17      | 7                       | 29                      | 36                      | 6                       |                         |